# Барабу (містечко, Вісконсин)
Барабу (англ. Baraboo) — місто (англ. town) в США, в окрузі Сок штату Вісконсин. Населення — 1816 осіб (2020).

## Демографія
Згідно з переписом 2010 року, у місті мешкали 1672 особи в 666 домогосподарствах у складі 490 родин. Було 748 помешкань
Расовий склад населення:
| - 96,1 % — білих - 0,7 % — азіатів - 0,5 % — корінних американців - 0,5 % — чорних або афроамериканців - 1,3 % — осіб інших рас |

До двох чи більше рас належало 0,8 %. Частка іспаномовних становила 2,5 % від усіх жителів.
За віковим діапазоном населення розподілялося таким чином: 20,6 % — особи молодші 18 років, 64,7 % — особи у віці 18—64 років, 14,7 % — особи у віці 65 років та старші. Медіана віку мешканця становила 45,4 року. На 100 осіб жіночої статі у місті припадало 100,2 чоловіків;  на 100 жінок у віці від 18 років та старших — 99,5 чоловіків також старших 18 років.
Середній дохід на одне домашнє господарство  становив 80 002 долари США (медіана — 74 881), а середній дохід на одну сім'ю — 89 522 долари (медіана — 82 639). Медіана доходів становила 50 694 долари для чоловіків та 36 731 долар для жінок. За межею бідності перебувало 6,9 % осіб, у тому числі 14,3 % дітей у віці до 18 років та 3,0 % осіб у віці 65 років та старших.
Цивільне працевлаштоване населення становило 993 особи. Основні галузі зайнятості: освіта, охорона здоров'я та соціальна допомога — 23,5 %, мистецтво, розваги та відпочинок — 15,8 %, виробництво — 13,5 %, роздрібна торгівля — 11,4 %.